# Lauterbrunnen
Lauterbrunnen egy község (Gemeinde) és település Svájc Bern kantonjában, Interlaken kerületben.
A község a Lauterbrunnentalban fekszik, és Lauterbrunnen mellett Wengen, Mürren, Gimmelwald, Stechelberg és Isenfluh településekből áll. Lauterbrunnen falu népessége kisebb, mint Wengené, de meghaladja a község többi településének lakosságát.
A községen keresztülfolyik a Lütschine, amely átlagosan évente egyszer kilép a medréből. A folyó a környező hegyek olvadó havából táplálkozik, így vize nagyon tiszta.
Lauterbrunnen fő látnivalója a Trümmelbachfälle, amely egy vízesés-sorozat a hegy gyomrában.

## Közlekedés
Lauterbrunnen Interlaken felől a Berner Oberland-Bahnen vonataival is megközelíthető, amelyekről itt lehet átszállni a Wengernalpbahn fogaskerekű vasútra Kleine Scheidegg felé.